# Timburi
Timburi este un oraș în São Paulo (SP), Brazilia.